# Davyd Jvania
Davyd Jvania (en ukrainien : Давид Важаєвич Жванія et en géorgien : დავით ვაჟას ძე ჟვანია), né le 20 juillet 1967 à Tbilissi (Géorgie) et mort le 9 mai 2022, est un homme politique ukrainien, membre de la Rada de 2002 à 2014.

## Biographie

### Carrière politique
Il a été ministre des situations d'urgence du gouvernement Tymochenko I puis du gouvernement Iekhanourov.
Il est aussi membre des IVe, Ve, VIe et VIIe Radas d'Ukraine. Il est mort lors d'un bombardement russe sur le village de Novopokrovka dans le raïon de Polohy.